# Lauren Albanese
Lauren Albanese (Jacksonville, 1 de Outubro de 1989) é uma tenista profissional norte-americana, em 2009, atingiu seu melhor ranking na WTA de simples de 158.